# UN/LOCODE
UN/LOCODE (United Nations Code for Trade and Transport Locations), abreviação em inglês para o Código das Nações Unidas para o Comércio e Transportes Locais, é um esquema de codificação geográfica desenvolvido e mantido pela Comissão Económica das Nações Unidas para a Europa (UNECE), uma unidade da Organização das Nações Unidas. Atribui os códigos para os locais utilizados no comércio e transporte, com funções como portos, terminais ferroviários e rodoviários, aeroportos, postos de correio e pontos de passagem fronteiriços. A primeira edição, em 1981, continha códigos para 8.000 lugares. A versão de 2008 códigos constantes por cerca de 60.000 lugares.